# Animomyia minuta
Animomyia minuta là một loài bướm đêm trong họ Geometridae.